# Yu-Gi-Oh! GX Tag Force
Yu-Gi-Oh! GX Tag Force is een computerspel voor de PlayStation Portable, gebaseerd op de anime Yu-Gi-Oh! GX. Het spel is een productie van Konami.

## Achtergrond
De speler neemt de rol aan van een student op de Duel Academie. Hij of zij moet zich een weg naar boven vechten, naar de hoogste positie.
In het spel kunnen naast twee ook vier duellisten elkaar tegelijk bevechten. Dit kunnen zowel computergestuurde tegenstanders als medespelers zijn. Spelers kunnen ook samenwerken met een NPC of een medespeler voor extra strategieën.
De speler kan zijn eigen personage samenstellen, of een reeds bestaand personage uit de anime kiezen.
Het spel bevat 2400 verschillende kaarten, waaronder enkele die enkel nog in Japan zijn uitgebracht.